# Ntazana Mayembe
Ntazana Mayembe, né le 5 avril 2003 à Bridgend, est un footballeur international zambien qui évolue au poste d'ailier droit.

## Biographie
Né à Bridgend dans le pays de Galles, dans une famille aux origines zambiennes, Ntazana Maymebe rejoint l'académie du Cardiff City dès l'âge de 10 ans.

### Carrière en club
Maymebe signe son premier contrat professionnel avec Cardiff en janvier 2020, avant d'apparaître une première fois sur le banc de l'équipe sénior de Cardiff City, le 29 janvier 2020.
Parmi les éléments les plus en vue de l'équipe des moins de 18 ans de la capitale galloise lors de la saison 2019-2020, il doit néanmoins faire face à plusieurs blessures qui l'empêche de continuer sa progression vers l'équipe réserve puis les professionnels du club de Championship lors de la saison 2020-21.

### Carrière en sélection
Maymebe est international avec l'Angleterre et le Pays de Galles en équipes de jeunes, — respectivement en moins de 15 et moins de 18 ans, — avant de connaître son premier appel en équipe nationale sénior avec la Zambie en  mai 2021,. Il fait ses débuts pour les Chipolo le 5 juin 2021 lors d'une défaite en match amical 3-1 contre le Sénégal de Sadio Mané.